# Ludwig Adolf Wilhelm von Lützow
Ludwig Adolf Wilhelm von Lützow (Berlin, 1782. május 18. – Berlin, 1834. december 6.) porosz vezérőrnagy volt a napóleoni háborúk idején. A róla elnevezett szabadhadtestről (Lützowsches Freikorps), a sötét egyenruhájukról „fekete vadászoknak” is nevezett alakulat révén vált ismertté.

## Élete
Ludwig Adolf Wilhelm a mecklenburgi Lützow nemesi nemzetségből származott. Apja, Johann Adolph Lützow (1748–1819) is vezérőrnagyi rangig vitte a porosz hadseregben. Anyja leánykori neve Wilhelmine von Zastrow (1754–1815).
Lützow a katonai pályát tizenhárom évesen kezdte 1795-ben a porosz hadseregben. 1795-ben a 6. számú (potsdami) gránátos zászlóaljnál lett őrvezető. 1798. január 20-án zászlóssá, majd 1800. december 10-én másodhadnaggyá léptették elő. Mivel Lützow szenvedélyes és jó lovas volt, kérte áthelyezését a lovassághoz. 1804. december 31-én a 7. számú “von Reitzenstein” vértes-ezredhez helyezték a tangermündei helyőrséghez.
1806. október 14-én az auerstädti csata során az ezredet szétverték és a maradéka a sebesült Lützow-val Magdeburgba menekült. Lützow elhagyta a várost miután az kapitulált. Koppenhágán át jutott el az ostromlott Kolbergbe, hogy ott Ferdinand von Schill szabadhadtestéhez csatlakozhasson. Szolgálatai elismeréseként a békekötés után a Pour le Mérite-tel tüntették ki, és századparancsnokként a 2. “von Schill” brandenburgi huszárezredhez került. Több sebesülés után az egészségi állapota olyan mértékben megromlott, hogy leszerelését kérte. Ez őrnaggyá való kinevezésével egyidejűleg 1808. augusztus 31-én meg is történt.
Ezt követően erdőgazdálkodásba fogott, de ezzel a tevékenységgel hamarosan felhagyott. Felvette a kapcsolatot a kamarai bíróság elnöke és Stein báró tanácsosa, Ludwig von Vincke köré szerveződő porosz hazafiakkal és már korán bevonták a napóleoni uralom alóli felszabadító harc előkészületeibe. Ennek keretében utazott 1808 őszén Kasselbe, ahol Wilhelm von Dörnberg szervezte az ellenállást, majd Kelet-Frízföldre, hogy ott akciókat készítsen elő. Spontán csatlakozott 1809. április 30-án testvérével, Leopolddal von Schill őrnagy hadjáratához. 1809. május 5-én a Dodendorfnál vívott ütközetben súlyosan megsebesült, így – szerencséjére – már nem vett részt a stralsundi csatában, ahol csapatának nagy része odaveszett vagy a franciák végezték ki őket fogságba esésük után. A sebesült Lützow-t Schöneiche nevű falu szélén egy vadászkunyhóban rejtették el és itt épült fel sebesüléséből. Ezt követően porosz hadbíróság elé került. Mivel mecklenburgiként Poroszországban külföldinek számított és a porosz hadseregből már korábban elbocsátották, a bíróság nem találta őt bűnösnek.
1810. március 20-án feleségül vette Elisa Davidia Margherete von Ahlenfeldt grófnőt.
1811. február 7-én Lützow-t ismét felvették porosz szolgálatba, bár ténylegesen nem alkalmazták. August Neidhardt von Gneisenau egy esetleges népfelkelés esetén annak vezetőjének szánta Kelet-Frízföldön és Vesztfália egyes területein. A népfelkelésre Gerhard von Scharnhorst adta meg a jelet, és 1813. február 9-én Lützow keresetet nyújtott be a porosz királynál, melyben egy szabadhadtest felállításához kért engedélyt.
Ebből lett a felszabadító háborúk legismertebb önkéntes alakulata. A Lützow-féle szabadhadtest több mint 3000, főként nem porosz önkéntesből állt, rendelkezett lovassággal és gyalogsággal, illetve számos tiroli mesterlövésszel. Elsősorban az ellenséges vonalak mögött tevékenykedett. Az 1813 kora nyarán megkötött fegyverszünet után nem érte el az előre meghatározott időre a saját vonalakat és 1813. június 17-én szabadhadtestének egy részét a Lipcse közelében lévő Kitzennél Napóleon lovassága figyelmeztetés nélkül megtámadta. Lützow és adjutánsa, Theodor Körner súlyosan megsebesült, és csak nagy nehézségek árán sikerült megmenekülniük, de ezután egyből nekiláttak a csapat újjászervezésének és új tagok toborzásának. 1813 végén a szabadhadtest egységeit a porosz reguláris alakulatokhoz osztották be. Lützow és csapata kitüntette magát Gadebuschnál (itt esett el Theodor Körner) és Göhrdénél, ahol a lovassága élén ismét súlyos sebesülést szerzett. Ezt követően Dániába küldték, majd 1814-ben már az Ardennekben harcolt, részt vett Jülich ostromában.

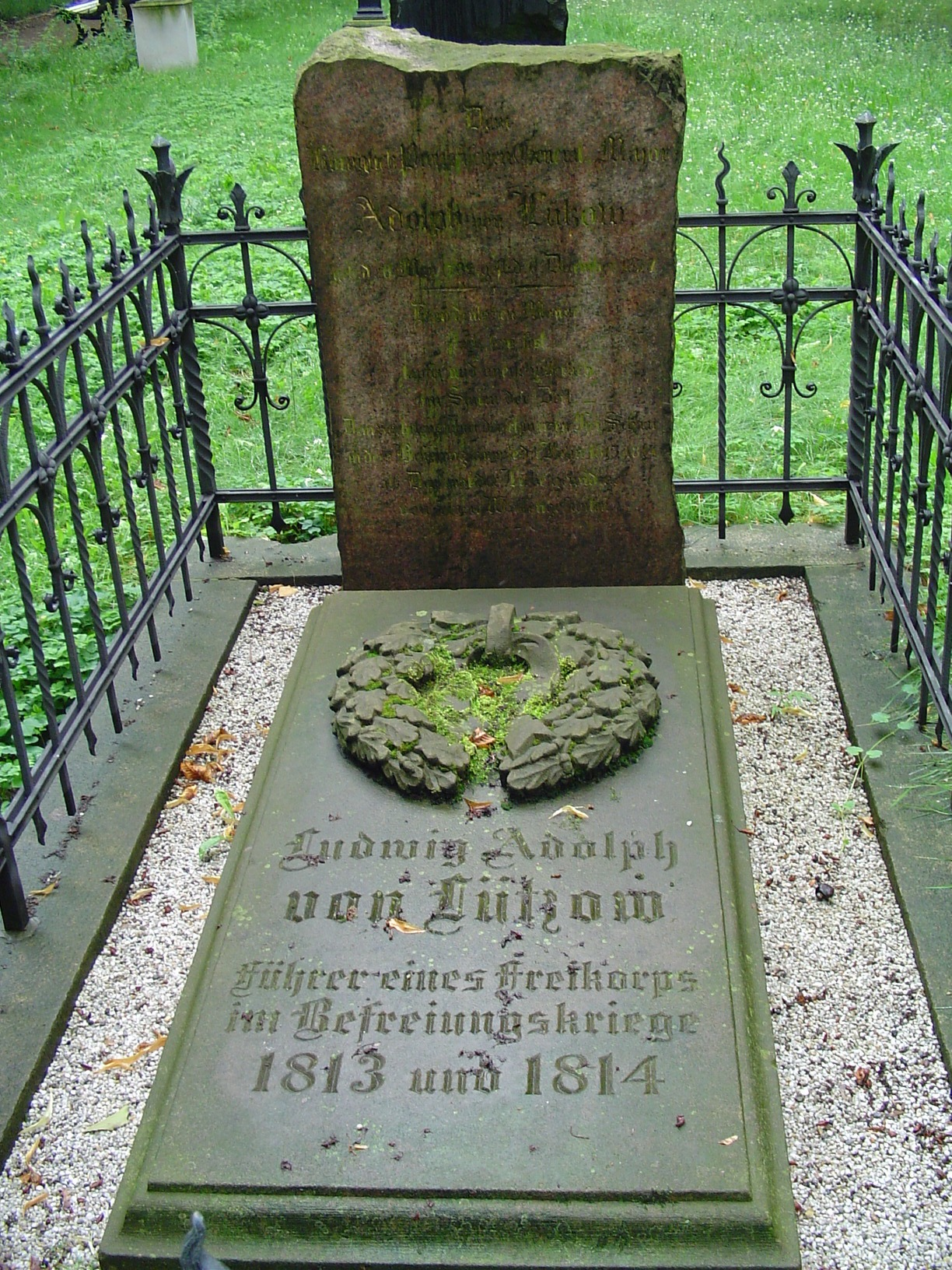
Lützow sírja Berlinben

1815. március 23-án a szabadhadtest maradványaiból két ezredet hoztak létre: a gyalogságból a 25. “von Lützow” (1. rajnai) gyalogsági ezredet, míg a lovasságából a 6. ulánus ezredet von Lützow alezredes parancsnoksága alatt állították fel. Az 1815-ös hadjárat során Lützow egy lovasdandárt irányított, és június 16-án Ligny-nél sérülten francia fogságba került.
Bár a Lützow vezette szabadhadtest tényleges katonai értéke és eredményei korlátozottak voltak, akcióik révén nagy szerepet játszottak a német nép francia megszállók ellen való mozgósításában.
1815. október 3-án Lützow-t ezredessé léptették elő és a münsteri lovasdandár parancsnokává nevezték ki. 1818. szeptember 5-én a torgaui 13. lovasdandár irányítását vette át, és 1822. március 30-án vezérőrnaggyá léptették elő.
Feleségétől 1824-ben elvált, 1829. április 10-én fiatalabbik öccse özvegyét, Auguste Uebelt vette feleségül. 1830-ban a 6. lovasdandár parancsnokságát kapta meg, azonban 1833. március 30-án váratlanul nyugalmazták, és ezt követően már nem alkalmazták többet a seregben.
1834. december 6-án hunyt el Berlinben. Sírja az itteni alter Garnisonfriedhof temetőben található.

## Emlékezete
- Adjutánsa, Theodor Körner "Lützows wilde, verwegene Jagd" (Lützow vad, merész vadászata) címmel írt verset, melyet Carl Maria von Weber zenésített meg .
- Richard Oswald 1927-ben készített filmet "Lützows wilde Jagd" címmel.
- Számos hadihajót neveztek el róla, az első világháborúban során nevét viselte az Lützow csatacirkáló és a második világháborúban a Lützow nehézcirkáló.
- A második világháború végén felállított 37. SS önkéntes lovashadosztály a "Lützow" nevet viselte.

## Fordítás
- Ez a szócikk részben vagy egészben  a   Ludwig Adolf Wilhelm von Lützow című angol Wikipédia-szócikk ezen változatának fordításán alapul.  Az eredeti cikk szerkesztőit annak laptörténete sorolja fel. Ez a jelzés csupán a megfogalmazás eredetét és a szerzői jogokat jelzi, nem szolgál a cikkben szereplő információk forrásmegjelöléseként.
- Ez a szócikk részben vagy egészben  a   Ludwig Adolf Wilhelm von Lützow című német Wikipédia-szócikk ezen változatának fordításán alapul.  Az eredeti cikk szerkesztőit annak laptörténete sorolja fel. Ez a jelzés csupán a megfogalmazás eredetét és a szerzői jogokat jelzi, nem szolgál a cikkben szereplő információk forrásmegjelöléseként.